# NGC 6612
NGC 6612 is een compact sterrenstelsel in het sterrenbeeld Lier. Het hemelobject werd in 1886 ontdekt door de Amerikaanse astronoom Lewis A. Swift.

## Synoniemen
- MCG 6-40-11
- ZWG 200.14
- 1ZW 204
- PGC 61665